# Pravica
Pravica (in ungherese Paróca) è un comune della Slovacchia facente parte del distretto di Veľký Krtíš, nella regione di Banská Bystrica.